# Bertold Siber
Bertold Siber (* 1943 in Singen am Hohentwiel) ist ein deutscher Koch.

## Leben
Bertold Siber absolvierte 1957 zunächst eine Lehre als Koch in dem bekannten Konstanzer Hotel Halm. Er war anschließend Schüler der neuen Stars der französischen Küche Paul Bocuse und Roger Vergé. Nach Stationen in Schweden und der Schweiz kam er an den Bodensee. Von 1973 bis 2004 war er Koch in Konstanz, anfangs im Stephanskeller in der Konstanzer Innenstadt, später im Seehotel Siber, einer Jugendstilvilla am Seeufer. Zusammen mit Eckart Witzigmann und anderen lancierte er in Deutschland die Nouvelle Cuisine.
Im September 1996 wurde Siber Opfer eines Raubüberfalls in seinem Haus; eine Kugel der Räuber verfehlte dabei sein Herz nur um wenige Zentimeter, sodass Siber die Tat überlebte.

## Auszeichnungen
Bertold Siber wurde mit einem Michelin-Stern und 18 Punkten des Gault-Millau (Drei Hauben) ausgezeichnet. 2005 wurde er im Festspielhaus Bregenz mit dem „Genuss Award“ für sein Lebenswerk ausgezeichnet. Er hatte zahlreiche Fernsehauftritte sowie Reportagen in Illustrierten.